# Zvánovice
Zvánovice (en allemand : Swanowitz) est une commune du district de Prague-Est, dans la région de Bohême-Centrale, en République tchèque. Sa population s'élevait à 560 habitants en 2020.

## Géographie
Zvánovice se trouve à 6 km à l'est de Mnichovice et à 30 km au sud-est du centre de Prague.
La commune est limitée par Struhařov au nord-ouest et au nord, par Černé Voděrady au nord-est et à l'est, par Ondřejov au sud et à l'ouest.

## Histoire
La première mention écrite de la localité date de 1320.